# Fondation Schlumberger pour l'éducation et la recherche
La Fondation Schlumberger pour l'éducation et la recherche (FSER) est une fondation créée par Anne Gruner Schlumberger en 1964. Elle a pour but de venir en aide à des institutions éducatives, culturelles, artistiques et scientifiques. Elle soutient la fondation des Treilles, également créée par Anne Gruner Schlumberger. Depuis 2000, la fondation récompense des jeunes chercheurs par un prix. Depuis 2014, elle soutient l’action du Cercle FSER, qui regroupe les lauréats de la FSER et qui défend et promeut l’importance de la recherche fondamentale.

## Le prix de la Fondation Schlumberger pour l'éducation et la recherche
Depuis 2000, la fondation encourage chaque année plusieurs jeunes chercheurs et jeunes chercheuses, distingués pour leur excellence dans le domaine de la recherche bio-médicale par un prix qui les aide lors des premières années de la création de leur laboratoire pour leur permettre de développer leurs travaux.
Depuis 2019, la fondation soutient également des chercheuses et des chercheurs plus établis, en soutenant la consolidation de leur laboratoire.

### Lauréates et lauréats[1]
- 2024 : Leïla Perié, Naoya Takahashi, Camille Berthelot, Delphine Oudiette
- 2023 : Vivien Béziat, Nicolas Renier, Anna Beyeler, Pierre-Marc Delaux
- 2022 : Ines Anna Drinnenberg, Jonathan Elegheert, Rejane Rua, Rebekka Wild
- 2021 : Filippo Del Bene, Lisa Roux, Céline Vallot
- 2020 : Guillaume Canaud, Silvia Fre, Gabrielle Girardeau, Frédéric Landmann, Marie Manceau
- 2019: Sonia Garel, Francesca Giordano, Romain Levayer, Stefano Palminteri
- 2018: Bill Keyes, Alexandre Puissant, Christian Lesterlin, Jean-Léon Maître
- 2017: Franck Oury, Jérôme Déjardin, Allison Bardin, Claire Wyart
- 2016: Reini F. Luco, Pablo Navarro, Olivier Hamant, Elisa Gomez-Perdiguero
- 2015: Manuel Théry, Eric Soler, Jérôme Gros
- 2014: Maria-Elena Torres-Padilla, Raphaël Mercier, Nicolas Manel
- 2013: Evi Soutoglou, François Leulier, Bénédicte Delaval
- 2012: Manolis Papamichos-Chronakis, Lionel Navarro, Benjamin Prud’homme
- 2011: Mathias Pessiglione, Bernardo Reina-San-Martin, Arnaud Echard
- 2010: Christian Braendle, Déborah Bourc'his, Patrick Collombat
- 2009: Jean-René Huynh, Monica Bettencourt-Dias, Jost Enninga, Sophie Jarriault
- 2008: Gérard Eberl, Nathalie Vergnolle, Rafal Ciosk, Laure Bally-Cuif
- 2007: Cédric Blanpain, Sandrine Étienne-Manneville, Mario Pende
- 2006: Olivier Voinnet, Patrick Delmas, Yohanns Bellaïche
- 2005: Frédéric Geissmann, Edith Heard, Thomas Préat
- 2004: Elena Levashina, Ivan Rodriguez , Thomas Lecuit
- 2003: Anne Eichmann, Alain Chédotal, Bruno Lemaitre
- 2002: Pierre-Marie Lledo, Patrick Mehlen, Frédéric Allain
- 2001: Giacomo Cavalli, Robert Ménard, Jean-Laurent Casanova
- 2000: Laurent Journot, Jean-Antoine Girault, Philippe Pierre